# Jon Iñarritu
Pour les articles homonymes, voir Iñárritu et García.
Jon Iñarritu García, né le 28 mars 1979, est un homme politique espagnol membre de Euskal Herria Bildu.
Il est élu député de la circonscription du Guipuscoa lors des élections générales d'avril 2019.

## Biographie
Il est célibataire.

### Carrière politique
Il est député au Congrès des députés pour la Xe législature.
Le 15 décembre 2016, il est désigné sénateur par le Parlement basque en représentation du Pays basque.